# Débitmètre à turbine
 (mai 2020).
Si vous disposez d'ouvrages ou d'articles de référence ou si vous connaissez des sites web de qualité traitant du thème abordé ici, merci de compléter l'article en donnant les références utiles à sa vérifiabilité et en les liant à la section « Notes et références ».
Un débitmètre à turbine, aussi appelé « débitmètre volumétrique à turbine », est un type de débitmètre permettant de déterminer le débit d’un fluide en se basant sur l’étude de la rotation d'une turbine. 
Cet instrument de mesure s’appuie sur le phénomène de conversion de l’énergie mécanique en énergie électrique. Il a été inventé dans les années 1940 dans le but de mesurer le débit des moteurs à réaction.

## Fonctionnement du capteur
Le fluide entre dans le tube par l'entrée prévue à cet effet, et en arrivant dans le tube, il fait tourner la turbine à une vitesse proportionnelle à la vitesse du fluide entrant. 
Cette vitesse de rotation est ensuite détectée par le transducteur, qui va additionner les impulsions électriques dans le but de constituer le signal de sortie. 
Et enfin, ce signal de sortie va passer par le transmetteur, où il va être traité et mis en forme, ce qui permettra d’obtenir le débit moyen du fluide pour un certain temps t. 
L’ensemble comportant la turbine, le transducteur et le transmetteur est ce qui compose le capteur magnétique, qui est situé juste au-dessus du tube, et c’est sur l’écran de ce capteur magnétique que va être affiché le débit mesuré.

## Caractéristiques
Il y a de nombreux critères importants pour caractériser un capteur : sa mesurande, son étendue de mesure, sa sensibilité, sa linéarité, sa résolution, sa finesse, ses grandeurs d'influence, etc.
- Mesurande : la mesurande est la grandeur physique observée. Pour ce capteur, la mesurande est donc le débit.
- Étendue de mesure :  l'étendue de mesure est la plage de valeurs du mesurande pour laquelle le capteur fonctionne correctement. Pour ce capteur, l’étendue de mesure peut aller de 1 jusqu'à 1 000 L/h[3].
- Sensibilité : la sensibilité est la variation du signal de sortie en fonction de la variation du signal d’entrée. Pour ce capteur, elle est inférieure à 2 %[3].
- Linéarité : la linéarité est la différence entre la grandeur électrique de sortie et la droite idéale. Pour ce capteur, elle est de l’ordre de 1% de l’étendue de mesure[4].
- Résolution : la résolution est la plus petite variation du mesurande que le capteur est susceptible de mesurer. Pour ce capteur, elle est de l’ordre de 0,1 ou 0,2 %.
- Finesse : la finesse permet de d’estimer l’influence de la présence du capteur sur la valeur du mesurande. Pour ce capteur, elle est de l’ordre de 0,1 %.
- Grandeurs d’influence : ce sont les grandeurs physiques autres que la mesurande pouvant modifier la sortie du capteur. Pour ce capteur, cela peut être la masse volumique du fluide mesuré par exemple.

## Mise en place
Pour ce type de capteurs, il n'y a pas beaucoup de précautions à prendre lors de sa mise en place, cependant, il y en a quand même quelques-unes.
Pour certains capteurs, la mesure ne peut être effectuée que si le fluide ne possède pas de particules et qu’il ne cristallise pas, car le capteur ne doit contenir aucune substance solide pour pouvoir effectuer correctement la mesure demandée.
Sinon, l'installation et l'utilisation des débitmètres doivent se faire en dehors de toute induction magnétique, et en dehors de toute vibration, pour éviter certains types de parasites.

## Description des principales familles de capteur de ce type
Le débitmètre à turbine est un capteur appartenant à la famille des débitmètres. Dans cette famille, il y a de très nombreux capteurs, dont les suivants :
- Anémomètre
- Débitmètre à tube de Venturi
- Débitmètre à flotteur
- Débitmètre à effet vortex
- Débitmètre électromagnétique
- Débitmètre massique
- Melt indexer

## Exemples d'application
Ce capteur est aujourd'hui utilisé dans de très nombreux domaines étant très divers. En voici quelques exemples :
- Pour les canalisations,
- Pour les cours d’eau comme les fleuves ou les rivières,
- Pour l’irrigation et l’épuration de l'eau,
- Pour l’industrie pétrolière et gazière,
- Pour les services publics et les eaux usées,
- Pour les circuits de refroidissement,
- Pour la vérification de consommation de carburant.